# 陈改户
陈改户（1960年1月—），男，汉族，陕西礼泉人，中华人民共和国政治人物，曾任国家民族事务委员会副主任，第十三届全国政协委员。